# Alan Curtis (actor)
Alan Curtis (24 de julio de 1909 - 2 de febrero de 1953) fue un actor cinematográfico estadounidense.  

## Biografía
Su verdadero nombre era Harry Ueberroth, y nació en Chicago, Illinois. Empezó a trabajar como modelo antes de ser actor. Su aspecto físico no pasó desapercibido en Hollywood, y empezó a actuar en el cine a finales de la década de 1930, con papeles memorables en películas como High Sierra (El último refugio) (1941) y Phantom Lady (La dama desconocida) (1944). Interpretó más de 30 largometrajes. Tiene una estrella en el Paseo de la Fama de Hollywood.  
Alan Curtis estuvo casado en varias ocasiones, entre ellas con las actrices Priscilla Lawson y Ilona Massey.  
Falleció a causa de complicaciones quirúrgicas en Nueva York, a los 43 años de edad. Fue enterrado en Evanston, Illinois.